# Milochevo
Milochevo (en macédonien Милошево) est un village du centre de la Macédoine du Nord, situé dans la municipalité de Krouchevo. Le village comptait 50 habitants en 2002.

## Démographie
Lors du recensement de 2002, le village comptait :
- Macédoniens : 38
- Serbes : 12